# Puls (Jugendkanal)
Puls (Eigenschreibweise: PULS) ist das trimediale Jugendprogramm des Bayerischen Rundfunks. Das digitale Jugendradio Puls spielt vorzugsweise neue Musik weitestgehend abseits des Mainstreams und bietet dabei eine Auswahl aus Popkultur-Genres wie Urban, Electro oder Hip-Hop. Des Weiteren betreibt Puls mehrere YouTube-Kanäle, Podcasts und Formate in anderen sozialen Medien, wie beispielsweise Snapchat oder Instagram.

## Puls im Radio
Puls-Radio hat am 15. Mai 2013 die Übertragungswege seines Vorgängers on3-radio übernommen. Wie schon bei on3-radio sollten weiterhin 20 Prozent der Musiktitel von bayerischen Bands kommen. Im Gegensatz zu on3-radio wurde auf Puls häufiger moderiert. Das Programm wurde in den ersten zwei Jahren jeweils von Freitag 22 Uhr bis Samstag um 5 Uhr auch auf Bayern 3 gesendet.
Von August 2015 bis Dezember 2018 lief montags bis freitags zwischen 22 und 0 Uhr die moderierte Puls-Abendsendung Spätschicht zeitgleich auf Bayern 3. Ab dem 1. Oktober 2020 gab es werktags drei moderierte Sendestrecken: Von 6 bis 10 Uhr, von 12 bis 16 Uhr, sowie von 16 bis 20 Uhr.
Ab 1. Januar 2024 gab es wochentags nur noch eine moderierte Strecke. Diese lief von 14 bis 18 Uhr und wurde abwechselnd von verschiedenen Moderatoren präsentiert. Im restlichen Programm lief ausschließlich Musik, die lediglich durch Nachrichten unterbrochen wurde.
Zum 1. Januar 2025 wurden alle Moderationen auf Puls-Radio eingestellt. Auch die stündlichen Nachrichten (zuvor von Bayern 3 übernommen) werden nicht mehr gesendet. Zu den Gründen hielt sich der BR weitgehend bedeckt, jedoch werden die Sparvorgaben innerhalb der ARD-Gruppe als Ursache gesehen.
Im Zuge der von der Politik geforderten Reduzierung der ARD-Radiosender im Rahmen des Reformstaatsvertrags kündigte der Bayerische Rundfunk im Juli 2025 an, Puls-Radio zum Jahr 2027 einzustellen. Ebenfalls betroffen sind BR Schlager, BR24live und BR Verkehr. Die Marke Puls soll in den sozialen Medien, auf Podcast-Plattformen und YouTube erhalten bleiben.
Radio-Übertragungswege:
Puls ist über DAB+, Kabel, per Livestream über das Internet, sowie eine App für Mobilgeräte zu empfangen. Puls-Radio wird über das Internet im MP3-Format (M3U) mit der Datenrate 128 kB/s angeboten. Über die BR Radio-App kann der Livestream über die HLS Technologie gehört und über eine Zeitleiste sieben Tage „nachgehört“ werden. Die Apps für die Betriebssysteme Android und iOS stammen von der BR-Softwareentwicklung.

## Puls im Fernsehen
Für das BR Fernsehen und ARD-alpha produziert Puls unter anderem Startrampe und Woidboyz.

## Puls im Internet
Puls produziert die YouTube-Kanäle Puls Reportage, Das schaffst du nie!, Die Frage und Puls Musik. In jedem Kanal wird jede Woche jeweils ein Video veröffentlicht. Dabei laufen die Kanäle Das schaffst du nie! und Die Frage unter der Dachmarke Funk.
Puls Reportage ist ein journalistisches Format, das jeden Mittwoch um 15 Uhr eine ca. 20-minütige neue Reportage veröffentlicht. Durch die Reportagen führen die Reporter Ariane Alter, Sebastian Meinberg, Leah Nlemibe und Kevin Ebert.
Das Unterhaltungsformat Das schaffst du nie! wurde erstmals 2014 als Rubrik der TV-Sendung Puls ausgestrahlt und ist mittlerweile das erfolgreichste YouTube-Angebot des Bayerischen Rundfunks. Seit Juni 2017 produziert Puls das Format im Auftrag des Online-Medienangebots funk. Das Format wird immer donnerstags um 15 Uhr veröffentlicht. Vom Redakteur Marc Seibold werden den Hosts Ariane Alter und Sebastian Meinberg Aufgaben gestellt, bei deren Erledigung er sie zu sabotieren versucht. Scheitern sie, werden sie von Marc bestraft, gewinnen sie, dürfen sie Marc bestrafen. Im November 2019 stellte Das schaffst du nie! mit einer 72-stündigen Live-Moderation einen Weltrekord für den „longest marathon television talk (team)“ (auf Deutsch: Die längste Marathon-Talkshow (Team)) auf.
Die Frage ist ein journalistisches funk-Format, in dem Reporter Frank Seibert und Reporterin Lisa-Sophie Scheurell in mehreren jeweils dienstags um 13 Uhr veröffentlichten Reportagen eine Frage aus verschiedenen gesellschaftlich-wirtschaftlichen Perspektiven beantworten.
Der Kanal Puls Musikanalyse spezialisiert sich auf neue Bands und Musiker und zeigt Ausschnitte aus der Sendung Startrampe, Interviews und das wöchentliche Format Puls Musikanalyse. Dies ist ein musikjournalistisches Format, in dem Host Fridl Achten, Drummer der Band Claire, jeden Donnerstag um 16 Uhr ein aktuelles Musik-Thema analysiert. Zusammen mit Tamara Güclü präsentieren sie Puls Musikanalyse – Der Podcast, in dem beide nochmal intensiver über Themen in der aktuellen Popmusik diskutieren und Hintergründe zum Youtube-Format bieten.
Puls produziert unter anderem den Sex-Podcast Im Namen der Hose  mit Ariane Alter und Kevin Ebert (ehem. Linda Becker), den Deutschrap-Podcast Schacht und Wasabi  mit Falk Schacht und Jule Wasabi, den LGBITQ*-Podcast Willkommen im Club mit Sophia Sailer und Dimi Stratakis (seit 2023, ehem. Kathi Roeb und Julian Wenzel) sowie den Nachhaltigkeits-Podcast Grünphase mit Hannah Heinzinger und Raphaela Naomi Heinzl. Die Puls Podcasts stehen in der ARD Audiothek und vielen weiteren Plattformen zur Verfügung.

## Senderlogos

Das Modul
Bavarian Open Radio
on3radio
on3-radio
Erstes Logo von Puls
Aktuelles Logo

## Belege
1. ↑  Das junge Programm des Bayerischen Rundfunks. Bayerischer Rundfunk, abgerufen am 6. Februar 2019.
2. ↑  Anne Fromm: „Kein Dudelfunk“. In: jetzt.de. 9. Mai 2013, abgerufen am 17. Juni 2013 (Interview mit BR-Jugendbeauftragtem Thomas Müller).
3. ↑  Daniel Kähler: 15. Mai 2013: Bayern bekommt PULS. Radioszene.de, 8. Mai 2013, abgerufen am 8. Oktober 2015.
4. ↑  PULS Radio reduziert moderierte Sendestrecken. 8. Januar 2024, abgerufen am 11. Januar 2024.
5. ↑  teltarif.de: Finanzlücke bei ARD-Anstalt: Hier will der BR sparen. 10. Dezember 2024, abgerufen am 19. Februar 2025.
6. ↑  Vorgabe der Politik: BR stellt vier Radiosender ein. Bayerischer Rundfunk
7. ↑  Bayerischer Rundfunk: Abteilung SEP: Softwareentwicklung & Plattformen. 15. Juni 2021, abgerufen am 2. Oktober 2021.
8. ↑  PULS im Fernsehen. Bayerischer Rundfunk, abgerufen am 21. Oktober 2013.
9. ↑  PULS-Formate auf YouTube bauen Erfolg weiter aus. Bayerischer Rundfunk, abgerufen am 14. Februar 2019.
10. ↑  DWDL.de GmbH: funk startet Challenge-Format „Das schaffst du nie!“ In: DWDL.de. (dwdl.de [abgerufen am 7. Januar 2018]).
11. ↑  Interview: «Das schaffst du nie!»: Challenge-Format mit Lernfaktor (Quotenmeter)
12. ↑  Funk: „Das schaffst du nie!“ ab heute auf Youtube (Digitalfernsehen.de)
13. ↑  Bayerischer Rundfunk: 72h Livesendung: „Der 72h Talkshow-Weltrekord – Das schaffst du nie!“ 12. November 2019, abgerufen am 18. November 2019.
14. ↑  Weltrekord-Live-Challenge: Die Highlights aus 72 Stunden – mit FINALE II „Das schaffst du nie!“ Abgerufen am 17. November 2019.
15. ↑  „72h Talkshow-Weltrekord“: funk-Hosts Ariane Alter und Sebastian Meinberg talken sich ins Guinness-Buch der Rekorde. Abgerufen am 18. November 2019.
16. ↑  Bayerischer Rundfunk: PULS Musikanalyse – der Podcast. Abgerufen am 30. Juni 2021.
17. ↑  Lasst uns über Sex reden. Bayerischer Rundfunk, abgerufen am 6. Februar 2019.
18. ↑  Der Deutschrap-Podcast. Bayerischer Rundfunk, abgerufen am 6. Februar 2019.
19. ↑  Bayerischer Rundfunk: LGBTIQ*-Podcast: Willkommen im Club. 7. Januar 2021, abgerufen am 4. Januar 2022.
20. ↑  Bayerischer Rundfunk: Grünphase – der Nachhaltigkeitspodcast. Abgerufen am 7. August 2022.